# Ђанг Цемин
Ђанг Цемин (упрош: 江泽民; трад: 江澤民; пин: Jiāng Zémín; Јангџоу, 17. август 1926 — Шангај, 30. новембар 2022) био је кинески лидер, део треће генерације функционера Комунистичке партије Кине. Био је на положају генералног секретара КП Кине између 1989. и 2002. године. Председник Народне Републике Кине био је између 1993. и 2003. године а председавајући Централне војне комисије између 1989. и 2004. године.
Био је на челу НР Кине током бомбардовања СР Југославије 1999. Три дана након почетка бомбардовања, 27. марта 1999, из Швајцарске је критиковао бомбардовање, и жељу ка увођењу хегемоније у глобалној политици. Рекао је да само Уједињене нације имају право да нареде војно деловање. Знао је солидно да говори енглески.

## Биографија
До протеста на Тјенамену 1989. године Цемин се налазио на месту секретар Комитета КП Кине за Шангај. У време протеста студената 1989. године, Џао Цијанга генерални секретар Комунистичке партије Кине покушао је ненасилно, преговорима умирити немире, али пресудио је Денг сменивши Џао Цијанга и ставивши га у кућни притвор у коме ће остати годинама. Нови Генерални секретар КП Кине 24. јуна 1989. године постао је Ђанг Цемин.
Због утицаја на остарелог Денг Сјаопинга Цемин је постао фактички лидер Кине. Цемин је постао председник Централне војне комисије НР Кине 19. марта 1990. године, а 27. март 1993. године и председник Народне Републике Кине. Под његовим вођством Кина је бележила важне политичке успехе. 1. јула 1997. године у Хонгконгу он је присуствовао свечаности којом је слављено мирно враћање у састав Народне Републике Кине, а трајни одлазак представника власти Велике Британије. Убрзо је и Макао који је био под португалском влашћу враћен Кини.
Председник Кине остао је до 15. марта 2003. године. У време његовог вођења Кине дошло је до напада НАТО-а на Србију 1999. године, а један од објеката који је уништен у тим нападима била је и амбасада Народне Републике Кине у Београду, а то је утицало да Цемин у једној изјави каже: „САД водећи НАТО користе политику хегемонизма и силе да муче слабије државе.“
Унапредио је положај Кине на међународној сцени. Познат као један од најхаризматичнијих кинеских политичара, био је критикован због превише бриге око рејтинга у самој Кини и због исувише помирљивог става према Русији и Сједињеним државама у иностранству. Под његовим вођством Кина је доживела период суштинских економских реформи и велики економски раст, али стари комунистички функционери критиковали су га јер је легитимизовао увођење капиталистичког уређења.
На месту председника Кине наследио га је Ху Ђинтао. Његов допринос марксистичкој идеологији састоји се у теорији познатој под називом Три замисли која је имплементирана у Устав Кине и идеологију комунистичке партије.